# Zavala (distrito)

Localização do distrito Zavala em Moçambique

Zavala é um distrito de Moçambique situado na parte meridional da província de Inhambane. A sua sede é a vila de Quissico.
Tem limites geográficos, a norte com o distrito de Inharrime, a leste e sul com o Oceano Índico e a oeste com o distrito de Manjacaze da província de Gaza.
O distrito de Zavala tem uma superfície de 1 997 Km² e uma população de 139 616, de acordo com os resultados preliminares do Censo de 2007, tendo como resultado uma densidade populacional de 69,9 habitantes/Km². A população recenseada em 2007 representa um aumento de 10,2% em relação aos 126 730 habitantes registados no Censo de 1997.

## Divisão Administrativa
O distrito está dividido em dois postos administrativos: (Quissico e Zandamela), compostos pelas seguintes localidades:
- Posto Administrativo de Quissico: 
  - Muane
  - Quissico
- Posto Administrativo de Zandamela: 
  - Muculuva
  - Zandamela

## Ligação externa
Perfil do distrito de Zavala